# 乳糖酸
乳糖酸（4-O-β-半乳吡喃糖基-D-葡萄糖酸）是一种糖酸，是葡萄糖酸和半乳糖形成的一种二糖。乳糖氧化可以生成乳糖酸。
乳糖酸可以和钙、钾、钠、锌等金属离子结合形成对应的盐。乳糖酸钙可作为稳定剂添加入食品中；乳糖酸钾则用于器官保存溶液中，维持器官的渗透，防止细胞水肿；其他的一些乳糖酸盐还可以用作矿物质补充剂。
乳糖酸在化妆品工业中起到抗氧化剂的作用。在制药工业方面，乳糖酸可以作为赋形剂。比如，红霉素是以乳糖酸红霉素的形式进行静脉注射。